# 三家子蒙古族乡
三家子蒙古族乡是中华人民共和国辽宁省朝阳市凌源市下辖的一个民族乡。

## 行政区划
三家子蒙古族乡下辖以下村级行政区划单位：
宣杖子村、盆子窑村、党杖子村、姑寺沟村、双杨树村、三家子村、吴杖子村、坤都沟村、老宫杖子村、青山村、大杖子村、天盛号村、河南村、二杖子村、歪脖杖子村、毛头坝村和苏官杖子村。